# Pièce de 3 cents de dollar américain
La pièce de trois cents de dollar américain était une unité monétaire égale à 3⁄100 d'un dollar des États-Unis. La Monnaie a produit deux pièces de trois cents différentes pour la circulation : une en argent et une en nickel/cuivre. En outre, une pièce de trois cents en bronze a été fabriquée comme modèle en 1863. De 1865 à 1873, les deux pièces ont été frappées, mais en très petites quantités pour la pièce en argent.

## Histoire
La pièce de trois cents a été proposée en 1851 à la fois en raison de la diminution des tarifs postaux de cinq à trois cents et pour répondre au besoin d'une pièce de monnaie de petite taille et facile à manipuler. La pièce de trois cents en argent comporte un écusson sur une étoile à six branches à l'avers et le chiffre romain III au revers,. Elle était initialement composée de 75 % d'argent et de 25 % de cuivre afin de garantir que la pièce soit considérée comme une véritable monnaie, sans qu'il soit nécessaire de la fondre pour l'argent. Les pièces étaient physiquement les plus légères jamais frappées par les États-Unis, ne pesant que 4/5 de gramme et ayant un diamètre inférieur à celui d'une pièce de dix cents moderne et à peine plus grand que les plus petits dollars en or. Les pièces en argent étaient connues sous le nom de « fishscales ». Le terme « trimes » est souvent utilisé aujourd'hui pour ces pièces, et a été employé pour la première fois par le directeur de la Monnaie des États-Unis, James Ross Snowden, au moment de leur production.
À partir de 1854, la teneur en argent des trois cents a été portée à 90 % pour encourager la circulation. Dans le même temps, son poids a été réduit à 3/4 de gramme en diminuant son épaisseur,. À l'époque, la pièce a subi un changement de conception, de sorte que deux lignes sont désormais utilisées pour border l'étoile sur l'avers, un rameau d'olivier est ajouté au-dessus et un faisceau de flèches sous le chiffre romain III au revers. Un dernier changement de dessin a eu lieu en 1859 en raison de problèmes de frappe : le nombre de lignes bordant l'étoile a été réduit à une, et la police de caractères a été rendue plus haute et légèrement plus étroite. La taille des chiffres de la date a également varié au fil des ans, les années 1860-1863 présentant les plus petits chiffres de la date de toutes les pièces américaines. En 1851 seule la Monnaie de La Nouvelle-Orléans a frappé certaines des pièces de trois cents en argent. Elle a été frappée de 1851 à 1873 à la Monnaie de Philadelphie. Les années suivantes ont vu des frappes en très petits nombres et l'émission de 1873 n'était qu'à l'état d'épreuve, avec des prix dépassant 400 dollars. Cependant, une pièce de trois cents en argent de date antérieure peut être achetée en état d'usure pour un prix relativement bas, pour environ 25 dollars si elles sont en bon état et d'avant 1862, selon le tirage. La pièce de trois cents en argent (ainsi que la demi-douzaine et la pièce de deux cents et la suspension temporaire du dollar en argent standard au profit du dollar commercial) a été supprimée par la loi sur les monnaies de 1873.
Les pénuries d'argent de la guerre civile ont conduit à une accumulation généralisée de toutes les pièces d'argent, ainsi que de la plupart des pièces de un et cinq cents. Diverses alternatives ont été essayées, y compris le paiement en timbres et les pièces de monnaie émises par des particuliers. Le Trésor a finalement décidé d'émettre des fractions de monnaie. Ces petites dénominations (3 à 50 cents) n'ont jamais été populaires, car elles étaient faciles à perdre et peu maniables en grandes quantités. La réponse à cette question a été apportée en 1865 avec l'introduction de la pièce de trois cents en nickel, composée de cuivre et de nickel et plus grande que la pièce d'argent de la même dénomination. La pièce comportait un avers en forme de tête de Liberté et un autre revers en chiffres romains III. La pièce de trois cents en nickel n'a jamais été conçue comme une émission permanente, mais seulement comme une mesure provisoire jusqu'à ce que la thésaurisation du temps de guerre cesse. La production a commencé à diminuer dans les années 1870 (sauf pour une pièce anormalement grosse en 1881), mais la frappe de cette pièce n'a finalement pris fin qu'en 1889. L'une des raisons souvent invoquées pour expliquer l'arrêt de la pièce de trois cents en 1889 est que cette pièce et la pièce de dix cents étaient de diamètre identique. Un autre facteur peut avoir été qu'en 1883, le taux d'affranchissement des lettres est tombé à 2 cents, ce qui a supprimé la justification de cette pièce.
La pièce de trois cents n'a été frappée qu'à Philadelphie et, à l'exception d'une date plus grande sur les pièces de 1889, elle n'a présenté aucune différence de conception tout au long de son parcours. Au cours de la série, la frappe a diminué et certaines dates sont rares, mais avec une frappe de 1865 supérieure à 11 millions, une pièce type peut être obtenue à peu de frais.
Il a été question de frapper une pièce de 3 cents en verre pour soulager la demande de cuivre pendant la Seconde Guerre mondiale. Il est possible que d'autres dénominations de pièces en verre aient été envisagées.

### Frappes
3 cent (argent), 1851–1873
- 1851 (P) – 5,447,400
- 1851   O – 720,000
- 1852 (P) – 18,663,500
- 1853 (P) – 11,400,000
- 1854 (P) – 671,000
- 1855 (P) – 139,000
- 1856 (P) – 1,458,000
- 1857 (P) – 1,042,000
- 1858 (P) – 1,603,700
- 1859 (P) – 364,200
- 1860 (P) – 286,000
- 1861 (P) – 497,000
- 1862 (P) – 343,000
- 1863 (P) – 21,000
- 1864 (P) – 12,000
- 1865 (P) – 8,000
- 1866 (P) – 22,000
- 1867 (P) – 4,000
- 1868 (P) – 3,500
- 1869 (P) – 4,500
- 1870 (P) – 3,000
- 1871 (P) – 3,400
- 1872 (P) – 1,000
- 1873 (P) – 600 (belle épreuve)

3 cent (nickel), 1865–1889
- 1865 (P) – 11,382,000
- 1866 (P) – 4,801,000
- 1867 (P) – 3,915,000
- 1868 (P) – 3,252,000
- 1869 (P) – 1,604,000
- 1870 (P) – 1,335,000
- 1871 (P) – 604,000
- 1872 (P) – 862,000
- 1873 (P) – 1,173,000
- 1874 (P) – 790,000
- 1875 (P) – 228,000
- 1876 (P) – 162,000
- 1877 (P) – About 510 (belle épreuve)
- 1878 (P) – 2,350 (belle épreuve)
- 1879 (P) – 38,000
- 1880 (P) – 21,000
- 1881 (P) – 1,077,000
- 1882 (P) – 22,200
- 1883 (P) – 4,000
- 1884 (P) – 1,700
- 1885 (P) – 1,000
- 1886 (P) – 4,290 (belle épreuve)
- 1887 (P) – 5,000
- 1888 (P) – 36,500
- 1889 (P) – 18,190